# Vetulicola
Vetulicola (do Latim vetuli, que significa "velho," ou "antigo," e cola, que significa "habitante.") é um gênero de animais marinhos do período Cambriano da China. É o táxon epônimo do extinto e enigmático filo Vetulicolia, cujas relações taxonômicas ainda são incertas apesar de descobertas recentes indicarem que são cordados primitivos.

## Descrição
O espécie tipo, Vetulicola cuneata (Hou, 1987) possui um corpo composto de duas partes distintas de comprimento similar. A parte anterior é retangular com uma estrutura similar a uma carapaça com quatro placas de origem cuticular e uma grande boca na porção dianteira. A parte posterior é afinada, coureácea e orientada dorsalmente. Uma série de aberturas pareadas laterais conectam a faringe ao meio externo, possivelmente caracterizando aberturas branquiais primitivas. V. cuneata podia atingir tamanhos de até 9 cm de comprimento. É teorizado que os Vetulicola eram nadadores detritivoros ou filtradores.
Outas espécies de Vetulicola descritas são V. rectangulata (Luo & Hou, 1999), V. gantoucunensis (Luo et al., 2005), V. monile (Aldridge, Hou, Siveter, Siberet and Gabbott, 2007), e V. longbaoshanensis.  A abertura da boca em todas as outras espéies é menor e bem menos pronunciada do que em V. cuneata.  Todas as outras espécies, com exceção deV. gantoucunensis, são menores que a especie tipo.

## Taxonomia
A posição taxonomica de Vetulicola é controversa. Vetulicola cuneata foi originalmente descrita como um crustáceo similar à Canadaspis e Waptia, mas a ausência de pernas, presença de aberturas branquiais e a "carapaça" composta de quatro placas articuladas distintas são caracteísticas não encontradas em nenhum outro artrópode. Shu et al. classificou Vetulicola na família Vetulicolidae, ordem Vetulicolida e filo Vetulicolia dentro dos deusterostômios. Shu (2003) argumenta que os vetulicolídeos eram um grupo de deuterostômios branquiados primitivos especializados. Dominguez & Jefferies classificam Vetulicola como um urochordado, e possivelmente como um representante basal dos Appendicularia. Em contraste, Butterfield coloca Vetulicola entre os artrópodes. A descoberta de um organismo relacionado na Austrália, Nesonektris, no depósito de Emu Bay Shale do Cambriano Inferior das Ilhas dos Canguru, somada a reinterpretação das "entranhas espiraladas" dos vetulicolídeos como suas notocordas fossilizadas reafirmaram a identificação desses organismos como urochordados.

## Paleobiologia
Vetulicola era o hospedeiro do organismo simbionte Vermilituus gregarius, que parecia viver dentro da porção anterior do corpo das diversas espécies de vetulicolídeos. Apenas cerca de  2% dos organismos de Vetulicola pareciam ter infestações de Vermilituus. Nessas condições, a quantidade de indivídeos de Vermilituus ultrapassar as dezenas: Um dos espécimes fossilizados de Vetulicola apresenta cerca de 88 indivíduos de Vermilituus dentro de seu corpo. Apesar da relação simbiótica, quantidades como essa provavelmente eram detrimentais à Vetulicola hospedeira.